# Weißer Stil
Als weißen Stil bezeichnet man einen Keramikstil der späten kretominoischen Vorpalastzeit (um 2300 v. Chr. bis 1900 v. Chr.).
Merkmale des weißen Stils sind Verzierungen mit linearer weißer Bemalung auf dunklem Grund.